# Latifa Lakhdar
Latifa Lakhdar (arabe : لطيفة لخضر), née le 1er février 1956 à Zarzis, est une historienne et femme politique tunisienne. Elle est ministre de la Culture et de la Sauvegarde du patrimoine de février 2015 à janvier 2016.

## Biographie

### Jeunesse et éducation
Lakhdar est l'élève de Mohammed Arkoun à la Sorbonne à Paris.

### Carrière professionnelle
Latifa Lakhdar est professeure d'histoire contemporaine à l'Institut supérieur de la civilisation islamique de l'université Zitouna (1991-2000), puis à la faculté des sciences humaines et sociales de Tunis (2000-2015).

### Carrière politique
Latifa Lakhdar est membre fondatrice de l'Association tunisienne des femmes démocrates. En 2011, elle est élue vice-présidente de la Haute instance pour la réalisation des objectifs de la révolution, de la réforme politique et de la transition démocratique.
En février 2015, elle est nommée ministre de la Culture et de la Sauvegarde du patrimoine, en tant qu'indépendante, au sein du gouvernement d'Habib Essid. Elle quitte son poste le 12 janvier 2016.

### Distinctions
Le 12 février 2016, elle est décorée par le président Béji Caïd Essebsi des insignes de commandeur de l'ordre de la République,.

## Publications
- 1994 : L'islam confrérique et la question nationale dans la Tunisie coloniale
- 2002 : La femme selon al-Ijma
- 2007 : Les femmes au miroir de l’orthodoxie islamique
- 2013 : De quoi demain sera-t-il fait ?
- 2020 : Une révolution et son contraire[6]